# Верхние Партизаны
Верхние Партизаны (до 1948 года Саблы Верхние; укр. Верхнi Партизани, крымскотат. Yuqarı Sabla, Юкъары Сабла) — упразднённое село в Симферопольском районе Крыма, включённое в состав Партизанского, сейчас — всё ещё отдельная, восточная часть села.

## История
Первое документальное упоминание села встречается в Камеральном Описании Крыма… 1784 года, судя по которому, в последний период Крымского ханства Юкары Собла входил в Салгирский кадылык Акмечетского каймаканства. После присоединения Крыма к России (8) 19 апреля 1783 года, (8) 19 февраля 1784 года, именным указом Екатерины II сенату, на территории бывшего Крымского Ханства была образована Таврическая область и деревня была приписана к Симферопольскому уезду. В 1787 году деревню (вместе с Орта-Саблы и Ашага-Саблы) с «58 дворами и 310 душами обоего пола и 3500 десятинами земли» в трёх вместе, были пожалованы Новороссийским генерал-губернатором Потемкиным адмиралу Мордвинову. После Павловских реформ, с 1796 по 1802 год, входила в Акмечетский уезд Новороссийской губернии. По новому административному делению, после создания 8 (20) октября 1802 года Таврической губернии, Юхары-Сабла был включён в состав Эскиординскои волости Симферопольского уезда. В том же году Мордвинов продаёт имение, вместе с деревней, будущему таврическому гражданскому губернатору Андрею Михайловичу Бороздину.
По Ведомости о всех селениях в Симферопольском уезде состоящих с показанием в которой волости сколько числом дворов и душ… от 9 октября 1805 года, в деревне Саблы Верхние числилось 13 дворов и 74 жителя — крымских татарина. На военно-топографической карте генерал-майора Мухина 1817 года Юкары собла обозначена без указания числа дворов. Вскоре Бороздин отказывает жителям деревни в ареде земли, фактически, выселяя их и завозит 549 человек своих крепостных из Киевской губернии. Видимо, административно деревня перестала существовать, поскольку в «Ведомости о казённых волостях Таврической губернии 1829 года», по результатам реформы волостного деления 1829 года, ни Юхары-Саблы, ни Саблы Верхние ни в одной из волостей не числятся. На карте 1836 года в деревне 15 дворов, а на карте 1842 года, Юкары-Саблы обозначен, как «малая деревня», то есть, менее 5 дворов.
В 1860-х годах, после земской реформы Александра II, деревню приписали к Мангушской волости. В «Списке населённых мест Таврической губернии по сведениям 1864 года», составленному по результатам VIII ревизии 1864 года, три деревни (Верхние, Средние и Нижние, или Ашага, Орта и Юхары) Саблы записаны в одной строке, как «владельческая» (то есть, находящаяся в частой собственности) русская деревня, с 106 дворами, 614 жителями при безъименном источнике и фонтане. На трёхверстовой карте 1865—1876 года в Юхары-Саблы обозначено 26 дворов. В «Памятной книге Таврической губернии 1889 года», по результатам Х ревизии 1887 года, записана одна деревня — Саблы Средние, в которой числилось 153 двора и 891 житель и в дальнейшем, до 1926 года Юхары-Саблы не упоминаются.
После установления в Крыму Советской власти, по постановлению Крымревкома от 8 января 1921 года была упразднена волостная система и село включили в состав вновь созданного Подгородне-Петровского района Симферопольского уезда, а в 1922 году уезды получили название округов. 11 октября 1923 года, согласно постановлению ВЦИК, в административное деление Крымской АССР были внесены изменения, в результате которых был ликвидирован Подгородне-Петровский район и образован Симферопольский и село включили в его состав. Согласно Списку населённых пунктов Крымской АССР по Всесоюзной переписи 17 декабря 1926 года, в селе Саблы Верхние, Саблынского сельсовета Симферопольского района, числилось 39 дворов, все крестьянские, население составляло 179 человек, из них 125 украинцев, 53 русских и 1 чех. По данным всесоюзной переписи населения 1939 года в селе проживало 216 человек. В период оккупации Крыма, с 4 по 7 декабря 1943 года, в ходе операций «7-го отдела главнокомандования» 17 армии вермахта против партизанских формирований, была проведена операция по заготовке продуктов с массированным применением военной силы, в результате которой село Верхние Саблы было сожжено и все жители вывезены в Дулаг 241.
В 1944 году, после освобождения Крыма от фашистов, 12 августа 1944 года было принято постановление № ГОКО-6372с «О переселении колхозников в районы Крыма», по которому в сентябре 1944 года в район из Винницкой области переселялись семьи колхозников. С 25 июня 1946 года Верхние Саблы в составе Крымской области РСФСР Указом Президиума Верховного Совета РСФСР от 18 мая 1948 года, Саблы Верхние переименовали в Верхние Партизаны. 26 апреля 1954 года Крымская область была передана из состава РСФСР в состав УССР. Решением Крымоблисполкома от 8 сентября 1958 года № 834, Верхние Партизаны и Нижние Партизаны были объединены в Партизанское.